# Тарадинка
Тарадинка — хутор в Миллеровском районе Ростовской области.
Входит в состав Криворожского сельского поселения.

## География

### Улицы
- ул. Дружбы,
- ул. Мира.

## Население
| 2010 |
| ---- |
| 149  |